# Roque Nublo
Le Roque Nublo est un sommet d'Espagne situé dans les îles Canaries, sur Grande Canarie. Il se présente sous la forme d'un monolithe de basalte haut de 80 mètres et culminant à 1 814 mètres d'altitude. Le rocher se trouve dans le centre de l'île, dans une région escarpée, sur le territoire de la municipalité de Tejeda. Le Roque Nublo est le troisième plus haut sommet de l'île de Gran Canaria, après le Morro de la Agujereada avec 1 956 mètres, et le Pico de las Nieves avec 1 949 mètres.
Dans l'Antiquité, le Roque Nublo est utilisé comme un lieu de culte par les Guanches, alors seuls habitants de l'île. Le Roque Nublo et ses environs sont protégés depuis 1987 avec la création d'une zone naturelle, statut qui a évolué en parc rural en 1994.

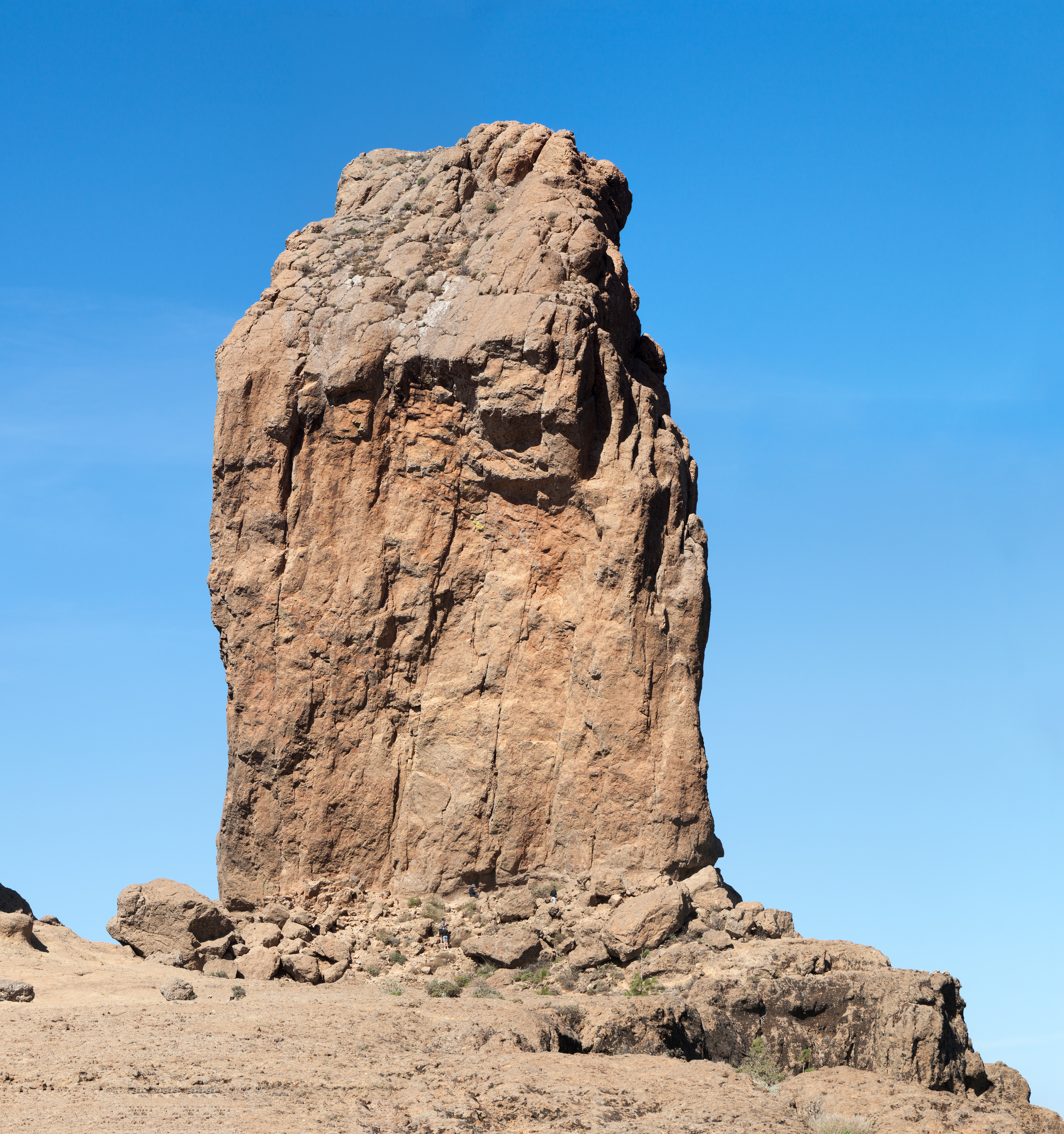
Le Roque Nublo.

Vue du Roque Nublo avec Barranco de Tejeda, le village de La Culata et le pic de las Nieves.

### Référence
- (es) Cet article est partiellement ou en totalité issu de l’article de Wikipédia en espagnol intitulé « Monumento Natural del Roque Nublo » (voir la liste des auteurs).

1. 1 2  Roque Nublo sur l'IGN espagnol.
2. ↑  (es) Gaumet Florido, La tecnología destrona al Pico de las Nieves como techo de la isla, Canarias7, 26 juin 2018